# Magnaporthales
Magnaporthales är en ordning av svampar som beskrevs av Thongk., Vijaykr. och Kevin D. Hyde. Magnaporthales ingår i klassen Sordariomycetes, divisionen sporsäcksvampar och riket svampar.
Ordningen innehåller bara familjen Magnaporthaceae.